# Landskapshandlingar
Landskapshandlingar är benämningen på de i Kammararkivet i svenska Riksarkivet bevarade landskapsvisa fogderäkenskaperna från 1539–1630. Motsvarande handlingar för de finska landskapen förvaras i finska Riksarkivet och benämns Fogderäkenskaperna.
Tillsättandet av fogdar på 1530-talet var en del av Gustav Vasas plan för att öka skatteintäkterna. Fogden, som ofta residerade på en fogdegård eller vissa fall ett slott som ägdes av Kronan, ansvarade för skatteindrivningen inom ett visst område. I många fall bedrevs också annan verksamhet som till exempel järnhantering och avel. Skatten betalades ofta ’’in natura’’ och en viss del av detta användes till driften av gården och fogdens uppehälle. Överskottet levererades antingen till Kronans så kallade varuhus i till exempel Stockholm och Västerås, eller också till andra verksamheter i Kronans regi. Fogden var skyldig att låta föra noggranna räkenskaper och årligen infinna sig med dessa på kammaren på Stockholms slott för att få dem reviderade. De renskrivna räkenskaperna arkiverades sedan i kammarens arkiv.
Omkring 1620 började den statliga strukturen för skatteindrivning som Gustav Vasa initierat att avvecklas. Fögderierna började arrenderades ut och inom loppet av några år privatiserades stora delar av skatteuppbörden. Även om detta system inte blev bestående, så innebar det slutet för de räkenskaper som kom att kallas Landskapshandlingarna. På 1630-talet växte under Axel Oxenstiernas inflytande ett nytt länsindelat skatteuppbördssystem fram.

## Landskapshandlingarnas struktur och innehåll
Även om det finns en viss variation både mellan fögderier och mellan olika år så följer räkenskaperna ett gemensamt mönster baserat på den bokföringsteknik som utvecklades under Gustav Vasas tid:
- En uppräkning av fögderiets socknar, gårdar och torp, det s.k. Mantalet, och hur mycket skatt varje gård skulle betala det året. Detta som kallas Årliga räntan är en jordebok där fögderiets gårdar och torp också indelas efter ägoform: skatte-, krono-, kyrko- eller frälsehemman.
- Den s.k. Avkortningen redovisar de olika avdrag eller befrielser från den årliga räntan som enskilda av olika skäl kunde få. Det kunde t.ex. vara att bonden var nämndeman eller knekt.
- Behållningen av årliga räntan efter avkortning
- I Ovissa räntan redovisas andra mindre inkomster, framför allt böter från tinget, s.k. sakören.
- Gårdarnas skattskyldighet enligt årliga räntan utgjordes av olika varor, men en gård som skulle betala skatt i smör kunde ett år betala skatten i pengar eller i någon annan vara. Detta redovisades då i Förbytningen.
- I Rätta uppbörden upptas vad som faktiskt har betalats i skatt inom fögderiet och redovisas vara för vara.
- Hur fogden använt de insamlade skattemedlen redovisas i Utgifter och Leveranser. Här framgår t.ex. vad som använts till fogdegårdens egna behov och vad som levererats till Kronans varuhus.
- I Tiondelängder listas vilka som betalt tiondeskatt.
- Det kan även finnas andra mer eller mindre tillfälliga längder som avser olika tillfälliga skatter.
- Räkenskaperna innehåller också verifikationer till fogdens räkenskap; bl.a. kungliga brev, kvitton.
- För slott och fogdegårdar förekommer slutligen ofta ett rikt sortiment av andra räkenskaper, t.ex. mantalsregister (över personalen), löningsregister (över utbetalda löner); förtäringsregister (över mat och dryck) m.m.

## Indelning
Landskap i nuvarande Sverige, förvarande i svenska Riksarkivet:
1. Upplands handlingar (1535–1630)
2. Södermanlands handlingar (1535–1630)
3. Närkes handlingar (1549–1630)
4. Östergötlands handlingar (1539–1630)
5. Smålands handlingar (1533–1630)
6. Västergötlands handlingar (1539–1630)
7. Värmlands handlingar (1540–1630)
8. Dalslands handlingar (1532–1630)
9. Västmanlands handlingar (1538–1630)
10. Dalarnas handlingar (1538–1630)
11. Gästriklands handlingar (1541–1629)
12. Hälsinglands handlingar (1542–1630)
13. Medelpads handlingar (1552–1629)
14. Ångermanlands handlingar (1541–1629)
15. Jämtlands och Härjedalens handlingar (1564–1612)
16. Västerbottens handlingar (1539–1630)
17. Norrlands handlingar (1552–1630)
18. Norrlands lappmarker (1554–1620)

Landskap i nuvarande Finland, förvarade i finska Riksarkivet:
1. Egentliga Finlands handlingar (1538–1634)[4]
2. Satakuntas handlingar (1540–1634)[5]
3. Ålands handlingar (1537–1634)[6]
4. Nylands handlingar (1540–1634)[7]
5. Tavastlands handlingar (1539–1634)[8]
6. Österbottens handlingar (1539–1634)[9]
7. Karelens handlingar (1541–1634)[10]
8. Savolax handlingar (1541–1634)[11]